# Dicranomyia (Pseudoglochina) monocycla
Dicranomyia (Pseudoglochina) monocycla is een tweevleugelige uit de familie steltmuggen (Limoniidae). De soort komt voor in het Oriëntaals gebied.